# Johann von Frankenstein
Johann (Hans) von Frankenstein – patrycjusz świdnicki, burmistrz miasta w latach 1680/1681 i 1683/1683 (w czasie drugiej kadencji został zawieszony w pełnieniu urzędu).
Do 1694 (kiedy to odsprzedał ją Hochbergom)  był właścicielem jednej z kamienic w rynku (obecnie nosi ona numer 25).